# 猫股の火

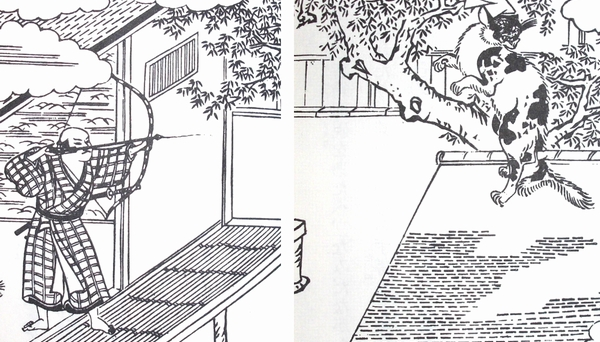
『大和怪異記』より「猫人をなやます事」

猫股の火、猫又の火（ねこまたのひ）は、越後国（現・新潟県）に伝わる怪火。宝永年間の怪談集『大和怪異記』に記述がある。「猫股の火」の名は漫画家・水木しげるの著書によるもので、原典は「猫人をなやます事」と題されている。

## 概要
ある武家で、毎晩のように正体不明の火の玉が出没していた。大きさは手毬ほどで、床から高さ3寸（約9センチメートル）ほどの空中を漂っていた。寝ている家人の部屋に入り込むこともあった。
また火が現れるだけでなく、人がいないはずの部屋で物がひとりでに動いたり、夜に眠っていた者が、朝になると寝ている姿勢が正反対になっていた、といった奇妙な出来事も起こるようになった。
この武家の主人は、こうした怪事件に怯むような者ではなかった。しかし噂が広まり、それを迷惑に思った主人は、火の玉の正体を暴こうと考えていた。
そんなある日のこと。主人が庭に出ると、年老いた猫が頭に赤い布をかぶって立っていた。これを怪しんだ主人は、弓矢で猫を射落とした。主人が猫の死骸に近づくと、それは5尺（約1.5メートル）もの大きさで、尻尾が二股に分かれた怪猫だった。この怪猫の死後、それまで家で起きていた様々な怪異は一切、起こることはなかったという。